# Jan van Bruhesen
Jan van Bruhesen (Breda, 3 mei 1527 - Keulen, 10 september 1600) (ook: Jan van Bruheze) was een Nederlands geestelijke. Hij was de zoon van Frans en Elisabeth van der Vorst, dochter van Jan van der Vorst, kanselier van Brabant. Jan van Bruhesen studeerde in Keulen (1545) en Orléans (1547) waar hij promoveerde tot doctor in de beide rechten. Hij werd in 1549 kanunnik, in 1567 thesaurier en in 1573 deken aan de Dom van Utrecht. De Spaansgezinde Bruhesen vluchtte na de val van kasteel Vredenburg in 1577 naar Keulen waar hij kanunnik werd aan het aartsbisschoppelijk kapittel. Na de dood van de Utrechtse aartsbisschop Frederik Schenck van Toutenburg werd hij, als hoogste geestelijke na de aartsbisschop, beschouwd als de belichaming van het kerkelijke gezag, maar in 1583 droeg hij zijn bevoegdheden over aan Sasbout Vosmeer, die toen tot vicaris-generaal benoemd werd.
Koning Filips II van Spanje benoemde Bruhesen in 1589 tot bisschop van Groningen en in 1592 tot aartsbisschop van Utrecht. Nuntius Ottavio Mirto Frangipani delegeerde in dat laatste jaar de volmachten van alle bisdommen in de Utrechtse kerkprovincie echter aan Vosmeer. De benoemingen van Filips II bleken een dode letter, want de politieke omstandigheden lieten de praktische uitvoering niet toe en de paus heeft Van Bruhesens benoeming tot bisschop van Groningen en tot aartsbisschop van Utrecht nooit bekrachtigd.
Volgens tijdgenoten was Bruhesen een plichtsgetrouw man en een fanatiek katholiek; ze verweten hem een gebrek aan persoonlijkheid.
- Gemeinsame Normdatei: 119630885
- International Standard Name Identifier: 0000 0000 1254 3660
- Nederlandse Thesaurus van Auteursnamen: 070307849
- Virtual International Authority File: 64820751
- WorldCat: E39PBJbxyw4tqcjy3MhggGGGpP